# Angelika Szymańska
Angelika Szymańska (16 de octubre de 1999) es una deportista polaca que compite en judo.
Ganó una medalla de plata en el Campeonato Mundial de Judo de 2024 y una medalla de bronce en el Campeonato Europeo de Judo de 2023, ambas en la categoría de –63 kg.

## Palmarés internacional
| Campeonato Mundial | Campeonato Mundial    | Campeonato Mundial | Campeonato Mundial |
| Año                | Lugar                 | Medalla            | Categoría          |
| ------------------ | --------------------- | ------------------ | ------------------ |
| 2024               | Abu Dabi (EAU)        | Medalla de plata   | –63 kg             |
| Campeonato Europeo |                       |                    |                    |
| Año                | Lugar                 | Medalla            | Categoría          |
| 2023               | Montpellier (Francia) | Medalla de bronce  | –63 kg             |